# Hotel Desire
Hotel Desire is een Duitse kortfilm uit 2011.

## Verhaal
Een alleenstaande moeder, Antonia, die werkt in een hotel, krijgt problemen omdat ze de combinatie tussen haar werk en het zorgen voor haar zoontje niet meer aankan. Haar baas toont gelukkig begrip voor de situatie. Ze neemt een collega in vertrouwen om over haar problemen te kunnen praten. Zo vertelt ze ook dat ze al meerdere jaren geen seks meer heeft gehad. Haar collega raadt haar aan wanneer zich een gelegenheid voordoet om er voor te gaan.
Ze stapt een kamer binnen van een blinde man, Julius genaamd. Zonder een woord te zeggen en zonder dat hij haar kan zien beleven de twee een intieme avond.

## Cast
- Saralisa Volm als Antonia
- Clemens Schick als Julius
- Herbert Knaup als hoteldirecteur
- Palina Rojinski als Julia